# Sonia Laplante
Sonia Laplante est une comédienne canadienne, née à Montréal le 26 août 1967.
Elle a participé à plusieurs productions québécoises et canadiennes, dont Love moi et Canada Russia ’72. Elle a également joué dans plusieurs publicités comme celle de Loto Québec avec le comédien et chanteur Grégory Charles. Elle est aujourd'hui mariée et mère de deux enfants.

## Filmographie
- C.A. - Conseil d'administration : Sophie (2 épisodes, 2006)
  - Prendre son pied (2006)
  - Le coming in (2006)
- Above and Beyond (2006) mini-série TV
- Canada Russia ’72 (2006) (TV) : Gabrielle Fournier
- Queer as Folk : la femme de la boulangerie (1 épisode, 2002)
  - Épisode #2.7 (2002) (créditée en tant que Sonia La Plante)
- Anne of Green Gables: The Continuing Story (2000) (TV) : Colette
- Les Cinq Sens (The Five Senses) (1999) : Monica, la fille avec Roberto
- Traders (1 épisode, 1998)
  - Little Monsters (1998)
- Réseaux (1998) série TV
- Louis 19, le roi des ondes (1994) : Josée
- Meurtre en musique (1994) : Florence
- Monsieur Ripois (1993) (TV) : Catherine
- Ma sœur, mon amour (1992) : Lucille
- Super Trio (1991)
- Love-moi (1991) : Michelle